# Cynthia Cooper-Dyke
Cynthia Cooper-Dyke (ur. 14 kwietnia 1963 w Chicago) – amerykańska koszykarka oraz trenerka koszykarska, mistrzyni olimpijska, dwukrotna mistrzyni świata, członkini kilku różnych galerii sław koszykówki, obecnie trenerka żeńskiego drużyny akademickiej Texas Southern Lady Tigers.
Jest pierwszą zawodniczką w historii WNBA, która przekroczyła progi 500, 1000, 2000 i 2500 zdobytych punktów.
Jej mąż Brian Dyke jest agentem sportowym. Posiada dwójkę dzieci, bliźniąt, syna Briana Jr oraz córkę Cyan.

## Osiągnięcia
NCAA
- 2-krotna mistrzyni NCAA (1983, 1984)[3]
- Wicemistrzyni NCAA (1986)
- 4-krotna uczestniczka rozgrywek NCAA Final Four (1983–1986)
- 3-krotna mistrzyni Konferencji Southeastern (1983, 1984, 1986)
- Zaliczona do[2]:
  - I składu:
    - NCAA Final Four (1986)
    - Freshman All-America (1982)
    - All-Pacific West (1986)

  - II składu All-West Coast Athletic Association (1982)
- Uczelnia zastrzegła należący do niej numer 44 (2011)

WNBA
- 4-krotna mistrzyni WNBA (1997–2000)[1]
- MVP:
  - WNBA (1997, 1998)[1]
  - finałów WNBA (1997, 1998, 1999, 2000)[1]
- 3-krotna uczestniczka meczu gwiazd WNBA (1999, 2000, 2003)[3]
- 3-krotna liderka strzelczyń WNBA (1997–1999)[2]
- Zwyciężczyni konkursu NBA 2 Ball wraz z Clydem Drexlerem (2000)
- Zaliczona do: 
  - I składu WNBA (1997–2000)[3]
  - składu:
    - WNBA All-Decade Team (2006)[1]
    - WNBA Top 15 Team
    - WNBA Top 20@20 (2016 – 20. najlepszych zawodniczek w historii WNBA)
    - WNBA 25th Anniversary Team (2021)[4]
- Zawodniczka Dekady WNBA (2006 – Legends of Basketball WNBA Player of the Decade według NBA Retired Players Association)[1]
- Klub Comets zastrzegł należący do niej numer 14[5]

Inne
- 2-krotna zdobywczyni Pucharu Ronchetti (1990, 1993)
- Finalistka pucharu:
  - Ronchetti (1994, 1996)
  - Włoch (1994)
- MVP European All-Star Game (1987)[2]
- 2-krotna uczestniczka włoskiego All-Star Game (1996, 1997)[2]
- Liderka strzelczyń:
  - Pucharu Europy (1996)[5]
  - ligi włoskiej[5]
  - ligi hiszpańskiej (1987)
- 2-krotna zwyciężczyni konkursu rzutów za 3 punkty Euroligi (1988, 1992)[5]
- Wybrana do:
  - Galerii Sław WNBA (2009)
  - Żeńskiej Galerii Sław Koszykówki (2009)[1]
  - Koszykarskiej Galerii Sław im. Jamesa Naismitha (2010)[3]
- Laureatka: 
  - WBCBL Professional Basketball Trailblazer Award (2015)[6]
  - 1998 Team Sportswoman of the Year (według Women’s Sports Foundation)[1]
  - Women’s Professional Basketball ESPY Award (1998, 1999, 2000)[1]

Reprezentacja
- Mistrzyni:
  - świata (1986, 1990)[2]
  - olimpijska (1988)[1]
  - Igrzysk Dobrej Woli (1986, 1990)[5]
  - igrzysk panamerykańskich (1987)[5]
- Brązowa medalistka igrzysk olimpijskich (1992)[1]
- Finalistka Pucharu R. Williama Jonesa (1981)

Trenerskie
- Mistrzyni:
  - świata U–19 jako asystentka trenera (2007)[5]
  - konferencji SWAC NCAA (2007)[5]
- Trenerka Roku:
  - CAA (2011)[2]
  - Konferencji SWAC (2007)[5]